# آرامگاه امامزاده سید علی موسی
بقعه امامزاده سید علی موسی مربوط به دوره تیموریان است و در شهرستان بافت، روستای زیارت واقع شده و این اثر در تاریخ ۵ تیر ۱۳۸۴ با شمارهٔ ثبت ۱۱۹۷۵ به‌عنوان یکی از آثار ملی ایران به ثبت رسیده است.